# Норт Пикин (Илиноис)
Норт Пекин (енгл. North Pekin) град је у америчкој савезној држави Илиноис.

## Демографија
По попису из 2010. године број становника је 1.573, што је 1 (-0,1%) становника мање него 2000. године.
| Група             | 2000.         | 2010.         |
| Белци             | 1.536 (97,6%) | 1.523 (96,8%) |
| Афроамериканци    | 0 (0,0%)      | 13 (0,8%)     |
| Азијати           | 10 (0,6%)     | 3 (0,2%)      |
| Хиспаноамериканци | 6 (0,4%)      | 16 (1,0%)     |
| Укупно            | 1.574         | 1.573         |